# Securidaca lophosoma
Securidaca lophosoma är en jungfrulinsväxtart som först beskrevs av Joseph Blake och som fick sitt nu gällande namn av Ernest Entwistle Cheesman.
Securidaca lophosoma ingår i släktet Securidaca och familjen jungfrulinsväxter. Inga underarter finns listade i Catalogue of Life.